# Hemibalizm
Hemibalizm (łac. hemibalismus, z gr. ἡμι- „pół” + βάλλειν „rzucać”, ang. hemiballismus) – rzadki zespół neurologiczny, charakteryzujący się występowaniem ograniczonych do jednej połowy ciała gwałtownych, obszernych ruchów części proksymalnych (dosiebnych) kończyn. Ma zazwyczaj postać wymachów kończyną o dużej amplitudzie. Klasycznie hemibalizm wiązano z uszkodzeniem przeciwstronnego jądra niskowzgórzowego (Luysa) przez zawał lub krwotok, ale podobny zespół objawów może towarzyszyć uszkodzeniu innych jąder podstawy, wzgórza lub istoty białej półkul mózgu. Przyczyny uszkodzenia to najczęściej choroby naczyniowe (udar niedokrwienny, udar krwotoczny), hiperosmolarna nieketonowa encefalopatia cukrzycowa, guzy, zmiany demielinizacyjne. 